# Tawata
Tawata är en del av en ö i Kiribati.   Den ligger i örådet Tabuaeran och ögruppen Linjeöarna, i den västra delen av landet, 3 100 km öster om huvudstaden Tarawa. Arean är 10,8 kvadratkilometer.
Terrängen på Tawata är mycket platt. Öns högsta punkt är 20 meter över havet. Den sträcker sig 9,2 kilometer i nord-sydlig riktning, och 7,0 kilometer i öst-västlig riktning.
Följande samhällen finns på Tawata:
- Tereitaki Village
- Betania Village
- Napari Village